# Nevado Sajama
Nevado Sajama là một núi lửa dạng tầng đã ngừng hoạt động và đỉnh cao nhất ở Bolivia. Ngọn núi nằm ở tỉnh Oruro, Khu vực Sajama. Nó nằm trong vườn quốc gia Sajama và là một núi lửa tổng hợp bao gồm một núi lửa dạng tầng trên nhiều chỏm dung nham. Không rõ lần phun trào cuối cùng là lúc nào nhưng nó có thể đã được trong thời kỳ Pleistocene hoặc Holocene.
Núi được bao phủ bởi một chỏm băng và các cây Polylepis tarapacana hiện diện ở cao độ lên đến 5.000 mét.